# Али Явар Джунг
Науаб Али Явар Джунг Бахадур (на английски: Nawab Ali Yavar Jung Bahadur; роден през февруари 1906 г. – починал на 11 декември 1976 г.) е виден индийски дипломат.
Изучава история в Куинс Колидж на Оксфордския университет.
Служи като посланик на Индия в Аржентина, Египет, Югославия, Гърция, Франция и САЩ.
Губернатор е на щата Махаращра в Индия през периода от 1971 до 1976 г.